# George Strahan
George Strahan (ur. 9 grudnia 1838 we Fraserburgh, zm. 17 lipca 1887 w Bournemouth) – brytyjski żołnierz i administrator kolonialny, w latach 70. i 80. XIX wieku zajmujący szereg stanowisk gubernatorskich w koloniach Wielkiej Brytanii. 

## Biografia
Był synem szkockiego duchownego protestanckiego. W 1857 ukończył szkołę oficerską i wstąpił do Artylerii Królewskiej w stopniu porucznika. W latach 1859–1864 był adiutantem dwóch kolejnych Lordów Wysokich Komisarzy Wysp Jońskich, w tym Williama Ewarta Gladstone'a. W 1864 został przeniesiony na stanowisko adiutanta gubernatora Malty. W czasie swojego pobytu na Malcie przez pewien czas pełnił też cywilne stanowisko sekretarza kolonii. W 1868 został mianowany sekretarzem administracji kolonialnej na Bahamach, zaś w latach 1872-1873 był tymczasowym gubernatorem tej posiadłości. W latach 1873–74 zajmował stanowisko administratora Lagos, zaś od 1874 do 1876 był gubernatorem Złotego Wybrzeża. W 1876 objął stanowisko gubernatora Brytyjskich Wyspy Podwietrznych, które sprawował do 1880 roku. 
W kwietniu 1880 został mianowany gubernatorem Tasmanii, ale zdecydowano, że nim obejmie ten urząd, będzie jeszcze przez pewien czas tymczasowym przełożonym administracji kolonialnej w Afryce Południowej, w oczekiwaniu na przybycie jej nowo powołanego szefa. W efekcie przybył do Hobart dopiero ponad półtora roku po ogłoszeniu jego nominacji, w grudniu 1881. W październiku 1886 opuścił to stanowisko na własne życzenie, prosząc przełożonych w Londynie o urlop zdrowotny w kraju. Został wytypowany na następnego gubernatora Hongkongu, lecz nie zdołał objąć tego urzędu, gdyż w lutym 1887 zmarł w wieku 48 lat. 

## Odznaczenia
Strachan był trzykrotnie odznaczany Orderem św. Michała i św. Jerzego w jego kolejnych klasach: Kawalera (1875), Rycerza Komandora (1880, odtąd nosił tytuł Sir) i Rycerza Wielkiego Krzyża (1887). 